# 杉下聖哉
杉下 聖哉（すぎした せいや、1988年4月15日 - ）は、日本のサッカー選手。ポジションはFW。

## 経歴
さいたまSCにて2011年から2年連続で関東サッカーリーグ1部の得点王およびベストイレブンを獲得。
2012年10月にインドのスポルティング・クルーベ・デ・ゴアに移籍。11月18日に行われたIリーグのユナイテッド・シッキムFC戦で初出場、93分までピッチ上に立った。この試合は2-1でSCゴアが勝利した。
2014年にタイのトラートFCに移籍した。2014シーズンのタイ・ディヴィジョン1リーグ（2部相当）で12ゴールをあげた。
2017年2月、さいたまSCからタイのラヨーンFCに移籍。

## 個人成績
2013年5月11日現在
| 国内大会個人成績 | 国内大会個人成績 | 国内大会個人成績 | 国内大会個人成績 | 国内大会個人成績 | 国内大会個人成績 | 国内大会個人成績 | 国内大会個人成績 | 国内大会個人成績 | 国内大会個人成績 | 国内大会個人成績 | 国内大会個人成績 |
| 年度             | クラブ           | 背番号           | リーグ           | リーグ戦         | リーグ戦         | リーグ杯         | リーグ杯         | オープン杯       | オープン杯       | 期間通算         | 期間通算         |
| 年度             | クラブ           | 背番号           | リーグ           | 出場             | 得点             | 出場             | 得点             | 出場             | 得点             | 出場             | 得点             |
| インド           | インド           | インド           | インド           | リーグ戦         | リーグ戦         | リーグ杯         | リーグ杯         | オープン杯       | オープン杯       | 期間通算         | 期間通算         |
| ---------------- | ---------------- | ---------------- | ---------------- | ---------------- | ---------------- | ---------------- | ---------------- | ---------------- | ---------------- | ---------------- | ---------------- |
| 2012-13          | SCゴア           |                  | Iリーグ          | 18               | 4                | 0                | 0                | 0                | 0                | 18               | 4                |
| 通算             | インド           | インド           | Iリーグ          | 18               | 4                | 0                | 0                | 0                | 0                | 18               | 4                |
| 総通算           | 総通算           | 総通算           | 総通算           | 18               | 4                | 0                | 0                | 0                | 0                | 18               | 4                |

## タイトル

### 個人別
- 関東サッカーリーグ1部得点王（2011年、2012年）